# Station Mommenheim
Station Mommenheim is een spoorwegstation in de Franse gemeente Mommenheim.

## Treindienst
| Serie           | Treinsoort | Route                                                           | Bijzonderheden         |
| --------------- | ---------- | --------------------------------------------------------------- | ---------------------- |
| TER 86300 RE 19 | TER (SNCF) | Strasbourg-Ville – Mommenheim – Sarreguemines – Saarbrücken Hbf | Rijdt eenmaal per dag. |
| TER 830900      | TER (SNCF) | Strasbourg-Ville – Mommenheim – Kalhausen – Sarreguemines       |                        |